# Christian zu Stolberg-Stolberg

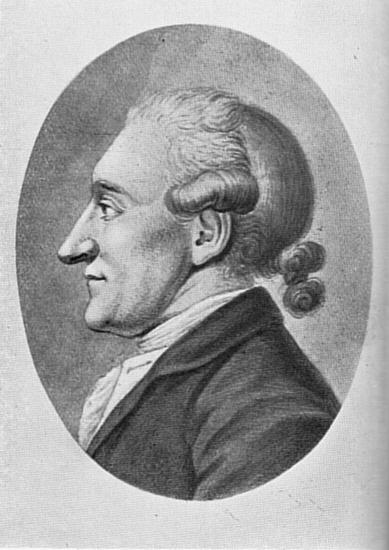
Christian zu Stolberg-Stolberg

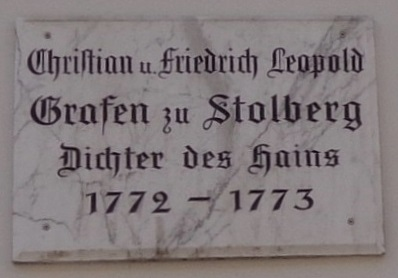
Göttinger Gedenktafel für Christian und Friedrich Leopold Graf zu Stolberg-Stolberg

Christian Graf zu Stolberg-Stolberg (* 15. Oktober 1748 in Hamburg; † 18. Januar 1821 auf Schloss Windeby) war ein deutscher Übersetzer und Lyriker.

## Leben
Christian zu Stolberg-Stolberg war der Sohn des dänischen Geheimrats und Kammerherrn Graf Christian Günther zu Stolberg-Stolberg (1714–1765). Die Stiftsdame Gräfin Augusta Louise zu Stolberg-Stolberg war seine Schwester; Graf Friedrich Leopold zu Stolberg-Stolberg sein Bruder. Nach dem frühen Tod des Vaters fühlte sich Friedrich Gottlieb Klopstock für ihre Erziehung verantwortlich.
In den Jahren 1770 bis 1772 studierte Christian zusammen mit seinem Bruder Friedrich Leopold an der Universität Halle (Saale) Jura und Literatur. Im letztgenannten Jahr wechselte er mit seinem Bruder nach Göttingen.
Dort wurde er mit seinem Bruder und ihrem Hofmeister Carl Christian Clauswitz am 19. Dezember 1772 Mitglied des am 12. September 1772 gegründeten Göttinger Hainbundes. Auch am Göttinger Musenalmanach wirkte er mit.
Stolberg wurde, wohl durch Klopstock angeregt, am 1. Oktober 1774 Freimaurer in der Loge Zu den drei Rosen in Hamburg, am 22. April oder 22. Dezember 1775 zum Meister erhoben; er erhielt wohl auch noch höhere Stufen der Großen Landesloge in Berlin, erscheint aber nach 1775 nicht mehr in einer Freimaurerloge.
1774 wurde Christian als Kammerherr an den Hof nach Kopenhagen berufen. Doch schon ein Jahr später gab er seine Anstellung auf und unternahm zusammen mit seinem Bruder Friedrich Leopold und Johann Wolfgang von Goethe eine längere Reise durch die Schweiz, wo er zusammen mit seinem Bruder den ersten Kontakt zu Friedrich Maximilian Klinger knüpfte.
Ab 1777 wirkte er als Amtmann in Tremsbüttel, wo er ein neues Schloss erbauen und einen Landschaftsgarten anlegen ließ. Als er aus dem Hofdienst ausschied, ließ er sich auf Schloss Windeby nieder. Seit 1806 war er Gerichtsrat am Schleswigschen Landgericht. Im Alter von 73 Jahren starb Graf Christian zu Stolberg-Stolberg.
Er war seit dem 16. Juni 1777 verheiratet mit der in Kopenhagen geborenen Friederike Luise Gräfin von Reventlow (1746–1824), der Schwester des dänischen Politikers und Landreformers Christian Detlev von Reventlow. Aus dieser Ehe gingen keine Kinder hervor.

## Werke

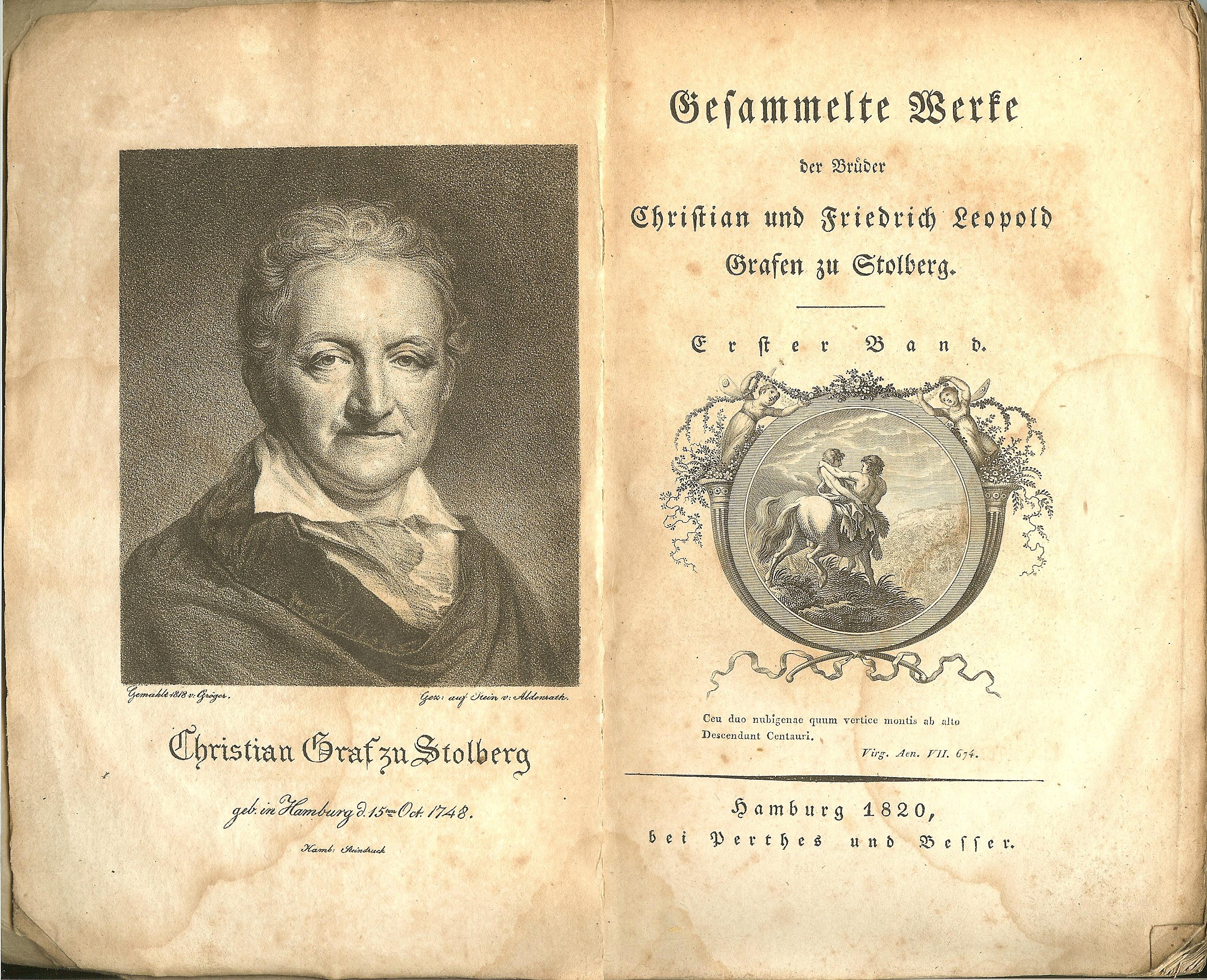
Gesammelte Werke (1820)

- mit Friedrich Leopold zu Stolberg-Stolberg: Gedichte der Brüder Christian und Friedrich Leopold Grafen zu Stolberg. Herausgegeben von Heinrich Christian Boie. Weygand, Leipzig 1779. Digitalisat und Volltext im Deutschen Textarchiv
- Otanes (Drama, 1786)
- Sophokles (Übersetzungen, 1787)
- Belsazar (Drama, 1788)
- Die Weiße Frau (Balladenzyklus, 1814)